# Cabranes
Cabranes é um concelho (município) da Espanha na província e Principado das Astúrias. Tem 38,31 km² de área e em 2019 tinha 1 034 habitantes (densidade: 27 hab./km²).

## Demografia
| Variação demográfica do município entre 1991 e 2004 | Variação demográfica do município entre 1991 e 2004 | Variação demográfica do município entre 1991 e 2004 | Variação demográfica do município entre 1991 e 2004 |
| --------------------------------------------------- | --------------------------------------------------- | --------------------------------------------------- | --------------------------------------------------- |
| 1991                                                | 1996                                                | 2001                                                | 2004                                                |
| 1488                                                | 1344                                                | 1155                                                | 1097                                                |

## Sidra
Cabranes pertence à Comarca da Sidra, juntamente com outros 5 municípios do centro-oriente asturiano, situados entre o mar e a montanha. A sidra aqui produzida possui a Denominação de Origem Sidra de Astúrias.